# (73203) 2002 JR15
(73203) 2002 JR15 – planetoida z pasa głównego asteroid okrążająca Słońce w ciągu 3,51 lat w średniej odległości 2,31 j.a. Odkryta 8 maja 2002 roku.